# I killer
I killer, tratto dal racconto Gli uccisori di Ernest Hemingway della raccolta I quarantanove racconti del 1938, fu diretto e sceneggiato per la Rai nel 1975 da Gian Pietro Calasso, per la serie I racconti di Ernest Hemingway, composta da due episodi. Il racconto è ispirato alle vicende reali del pugile Carl Andreson che vinse un incontro truccato nel quale sarebbe dovuto cadere al tappeto e perderlo.
I fatti si svolgono in uno snack bar della provincia americana. Lo sceneggiatore e regista Gian Pietro Calasso impiegò uno stile scarno, assecondando con «francescana assoluta semplicità» l'essenzialità quasi giornalistica della cronaca riportata dall'autore. Il film ricevette pareri favorevoli dalla stampa nazionale, a valle della messa in onda.

## Trama
Lo sceneggiato è ambientato in un pomeriggio d'autunno in uno snack bar della periferia americana, dove giungono due sicari, Al e Max, che sono stati incaricati di assassinare un ex pugile, Ole Andreson che frequenta abitualmente il locale. I due camerieri del locale, Nick e George, vengono bloccati dai killer che li tengono in ostaggio in attesa dell'arrivo della vittima. Siccome il pugile non si presenta i due killer desistono e vanno via. Nick avverte Ole del pericolo che incombe su di lui ma quest'ultimo è rassegnato ad attendere l'arrivo fatale dei due assassini.

## Scenografia
Le indicazioni del regista allo scenografo Giuliano Tullio per l'ambientazione fanno riferimento ad una pianta particolarmente articolata ed una ricostruzione capillare dell'interno di uno snack bar di una stazione di servizio della periferia di una città del nord America. Fu necessario fare una ricerca di documentazione su ogni dettaglio con l'aiuto di materiale fotografico avuto direttamente dagli Stati Uniti e dagli uffici della sede NATO di Bagnoli. Si concordò per la camera di Andreson, personaggio in attesa di essere ucciso, che fosse effettivamente scarna e drammaticamente spoglia di elementi di arredo. Complessivamente l'effetto scenico finale fu considerato positivo dal regista e poi dal pubblico. Una stravaganza richiesta dal regista fu l'introduzione di un televisore, ben visibile nel bozzetto dello scenografo, in scena le cui immagini facevano da contrappunto alla vicenda in corso.